# Leptocaris sibiricus
Leptocaris sibiricus är en kräftdjursart som beskrevs av Borutsky 1952. Leptocaris sibiricus ingår i släktet Leptocaris och familjen Darcythompsoniidae. Inga underarter finns listade i Catalogue of Life.